# 797
El 797 (DCCXCVII) fou un any comú començat en diumenge del calendari julià.

## Esdeveniments
- El rei Carlemany emet el Capitulare Saxonicum, fent que Westfàlian, Angrian i Eastfàlian siguin iguals als altres pobles del Regne Franc. Els saxons Nordalbians es revolten; una flota Franca s'envia a la costa del Mar del Nord d'Alemanya. Aterra a Hadeln, una regió costanera pantanosa entre els estuaris Weser i Elba, prop de l'actual Cuxhaven. Carlemany envaeix el nord de la Saxònia, i novament accepta la submissió dels saxons.[1]
- Els francs ocupen Barcelona.
- L'emperadriu Irene fa empresonar, cegar i exiliar el seu fill Constantí VI.